# Ujazdówkasteel
Het Kasteel van Ujazdów is een historische koninklijke residentie van  Polen-Litouwen. Tegenwoordig huist in het kasteel het Moderne kunstcentrum van Warschau. Het kasteel is gelegen  tussen het Ujazdów Park (Pools: Park Ujazdowski) en het Łazienkipark (Pools: Łazienki Królewskie).
Het begin dateert uit de 13e eeuw en het werd verschillende keren herbouwd. Net als veel andere gebouwen in Warschau, heeft het veel schade opgelopen tijdens de Opstand van Warschau in 1944. Het werd 30 jaar later herbouwd. Het kasteel beschikt over stijlelementen uit de barok en het neoclassicisme.
De grondleggers voor het huidige uiterlijk van het kasteel zijn de 17e-eeuwse koning Sigismund III van Polen en zijn zoon Wladislaus Wasa. Uiteindelijk werd het kasteel onder de regering van koning Stanislaus August Poniatowski nogmaals verbouwd.

## Geschiedenis

### Koninklijk Kasteel
Het eerste kasteel op deze plek werd al in de 13e eeuw gebouwd door de hertogen van Mazovië. In de daaropvolgende eeuw werd hun hof echter verplaatst naar het toekomstige Koninklijk kasteel in Warschau en raakte het kasteel van Ujazdów in verval. In de 16e eeuw werd er een houten landhuis gebouwd voor koningin Bona Sforza.
Onder de regering van koning Sigismund III en voor zijn zoon, de toekomstige koning Wladislaus II werd het kasteel verbouwd tot een versterkt paleis.
Het kasteel werd opnieuw verwaarloosd en in 1674 gekocht door de Poolse edelman en mecenas Stanislaus Herakliusz Lubomirski die het kasteel verhuurde aan koning Augustus de sterke. Augustus de sterke liet het paleis wederom verbouwen. De Nederlands-Poolse architect Tylman van Gameren leidde het project en liet vele eerdere bouwelementen opnemen in het verbouwde paleis en liet de tuinen opknappen, uit dezelfde tijd stamt ook het Łazienki-park en het bijhorende Paleis op het Water. 
Het ontwerp van het kasteel werd verder aangepast door koning Stanislaus August Poniatowski, die in 1764 Jakub Fontana, Dominico Merlini, Jean-Baptiste Pillement en Ephraim Schröger de opdracht gaf om het te renoveren. De oostelijke en westelijke façade werden hoger gemaakt door een tweede verdieping toe te voegen, terwijl ook de post-Gamerense bijgebouwen werden gereconstrueerd tot de hoogte van het hoofdgebouw, waardoor een grote binnenplaats ontstond. Rond die tijd maakte het kasteel ook deel uit van de zogenaamde Stanislausiaanse as (een reeks parken en paleizen die in de zuidelijke buitenwijken van Warschau waren gepland), net als de Saksische as in het stadscentrum. De wederopbouw van het paleis was bijna voltooid in 1784 toen het werk werd verlaten en het gebouw werd geschonken aan het Poolse leger.

### Militaire functie en museum
Door de nieuwe functie van het complex werd het dit keer door de architect Stanislaus Zawadzki tussen 1784 en 1789 verbouwd tot een militaire kazerne. De bijgebouwen werden fors vergroot. 
Na de delingen van Polen en het daar aanverwante bezetting van Pruisen werd het gebouw verlaten, echter na de creatie van het Hertogdom Warschau in 1807 teruggegeven aan het Poolse leger. Na het Congres van Wenen en de creatie van Congres-Polen werd het verbouwd tot een militair ziekenhuis.
Nadat Polen in 1918 haar onafhankelijkheid herwon werd het interne ontwerp van het kasteel opnieuw gewijzigd. De hoofdtrap werd gerestaureerd naar het 18e-eeuwse representatieve ontwerp. Een interessant kenmerk van de trap was een reeks stenen tabletten die daar op 15 mei 1927 waren geplaatst, ter herdenking van de namen van alle bekende Poolse militaire medici die tussen 1797 en 1920 in oorlogen omkwamen. Na de Poolse Veldtocht van 1939 organiseerde het Rode Kruis een school voor WIA-soldaten. 
Het kasteel brandde uit tijdens de Opstand van Warschau in 1944 in de Tweede Wereldoorlog.
Na de oorlog zou het gebouw herbouwd worden voor de militairen, maar in communistische stijl. In 1975 kregen de werkzaamheden voor de wederopbouw van het kasteel naar het 18e-eeuwse ontwerp goedgekeurd en werd gekozen voor het project van Piotr Biegański. Het herbergt sinds 1985 het Centrum voor Hedendaagse Kunst van Warschau (Pools: Centrum Sztuki Współczesnej).

## Afbeeldingen

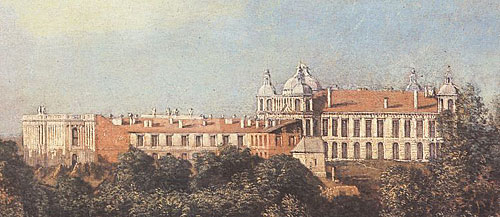
Het Ujazdówkasteel rond 1775, geschilderd door Canaletto
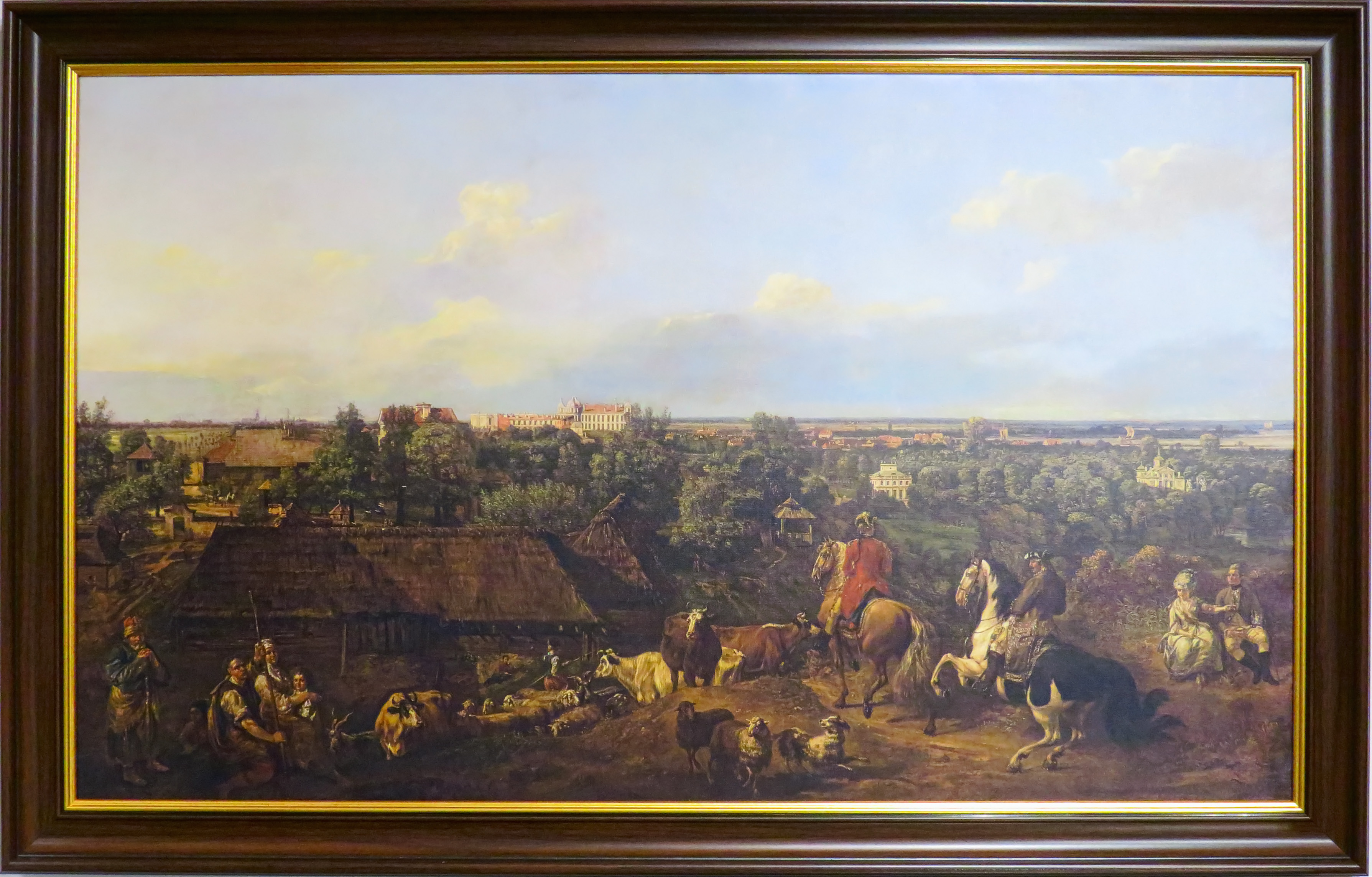
Gezicht op de Paleizen van Ujazdów en Łazienki, geschilderd door Bernardo Bellotto
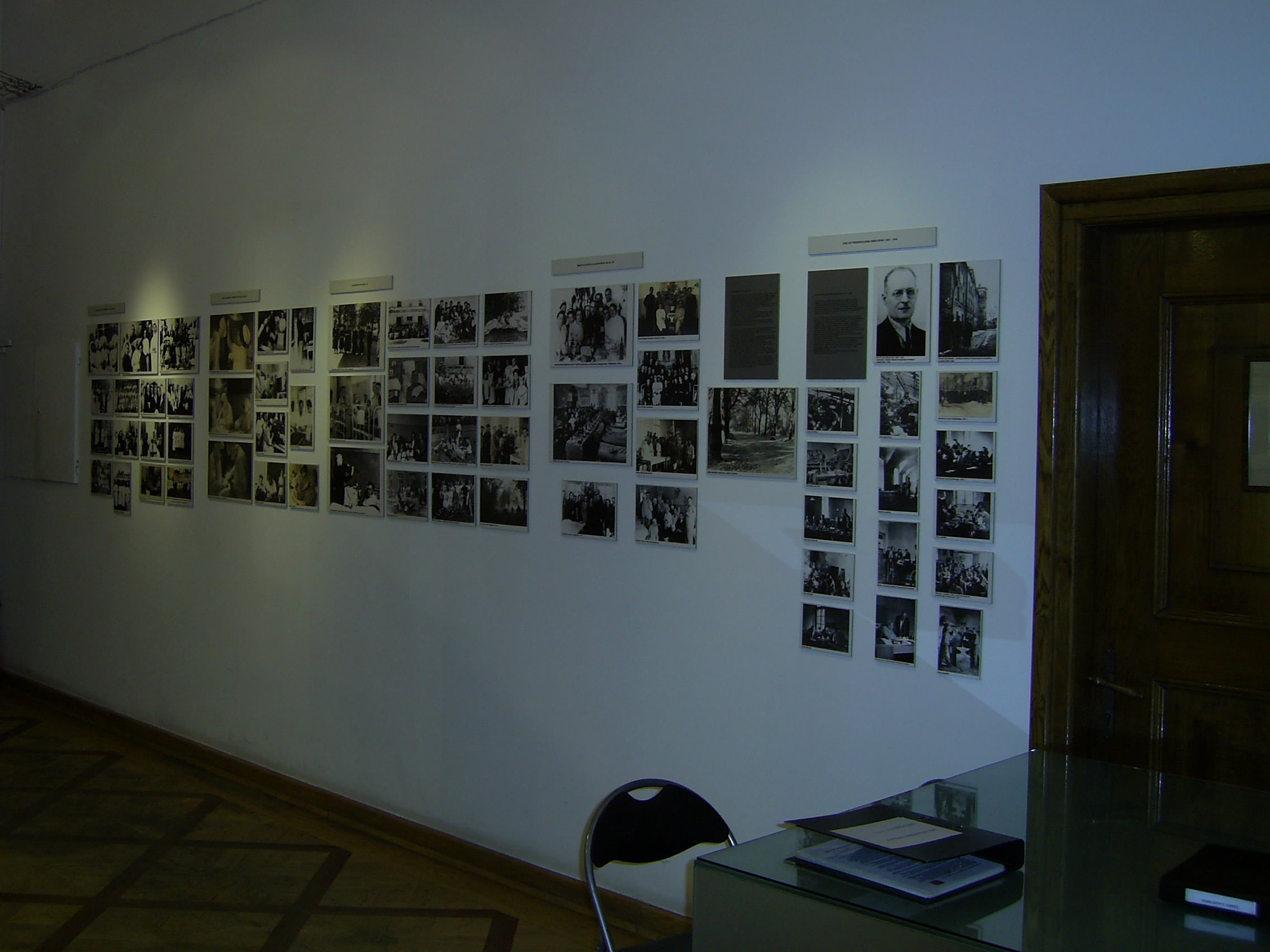
De huidige functie van het historische paleis

Belvedèrepaleis · Kasteel Będzin · Bobolice · Chęciny ·  Groene Poort · Koninklijk Kasteel (Warschau) · Lublin · Łazienkipaleis · Łęczyca · Slot Mariënburg · Marywil · Myślewicki-paleis · Niepołomice · Nowy Sącz · Ogrodzieniec · Kazimierzpaleis ·Paleis onder het blikken dak · Piotrków Trybunalski · Koninklijk Paleis (Poznań) · Sandomierz · Sanok · Saksisch Paleis · Tykocin · Ujazdówkasteel · Wawel · Wilanówpaleis